# 305 (عدد)
305 هو عدد صحيح، يلي العدد 304 وويسبق العدد 306.

## في الرياضيات

### خصائص
- عدد طبيعي.[3]
- عدد فردي.[4][5]
- عدد موجب،[6] السالب منه هو -305.[7]

## في التاريخ
- 305 هـ هي سنة في التقويم الهجري.
- هي سنة 305 م في التقويم الميلادي.

## وصلات خارجية
الأعداد الصاتمة، ديوان اللغة العربية.